# Saccocalyx saturejoides
Saccocalyx saturejoides — єдиний у своєму роді вид сильно ароматних невеликих кущів, що населяють Алжир і Марокко; зростають на піщаних краях солоних озер, у пустелях.

## Біоморфологічна характеристика
Старі стебла часто лежачі й укорінюються біля основи, з поздовжньо тріщинистою корою. Листки дрібні, ± лопатоподібні, сидячі, цілі, з помітними розсіяними залозами, край війчастий з довгими, білими волосками в нижній половині, стеблові листки з пахвовими пучком дрібніших листків. Суцвіття сидячих, 1–3-квіткових щитків. Квітки дрібні. Чашечка актиноморфна, 5-лопатева, частки широко дельтоподібні, слабо розпростерті, трубка волохата зовні. Віночок пурпурувато-рожевий, ± актиноморфний, дуже маленький, 5-лопатевий, частки ± рівні, випростані, трубка коротко дзвінчасто-циліндрична, гола всередині. Тичинок 4, ± рівні. Горішки довгасті, м'які, гладкі, клейкі при змочуванні.